# Heinz Grünbeck
Heinz Grünbeck (* 12. Juli 1928) ist ein ehemaliger deutscher Fußballtorwart. In Erfurt, Jena und Ost-Berlin spielte er in der DDR-Oberliga, der höchsten Spielklasse im DDR-Fußball. 1953/54 stand er in der Meistermannschaft der BSG Turbine Erfurt.

## Sportliche Laufbahn
Grünbeck wurde 1949 mit der SG Fortuna Erfurt Thüringer Fußballmeister. Die SG Fortuna qualifizierte sich damit für die Fußball-Ostzonenmeisterschaft 1949 und erreichte das Endspiel. Dort traf sie mit dem 20-jährigen Grünbeck im Tor auf die ZSG Union Halle, der sie mit 1:4 unterlag. Als Endspielteilnehmer waren die Erfurter für die erste Saison der ab 1949/50 neu eingeführten Zonenliga (später DS-Oberliga, DDR-Oberliga) startberechtigt. Zum Aufgebot der im Laufe der Spielzeit in Betriebssportgemeinschaft (BSG) KWU Erfurt umstrukturierten Mannschaft gehörte Grünbeck wieder als Torwart. Er bestritt auch die beiden ersten Punktspiele, wurde aber nach der 2:5-Heimniederlage gegen Horch Zwickau durch den vier Jahre älteren Heinz Senftleben ersetzt.
Grünbeck wechselte noch während der Saison 1949/50 zur BSG Carl Zeiss Jena in die zweitklassige Landesklasse Thüringen und verhalf ihr zum Aufstieg in die neu installierte DDR-Liga, die künftig als zweite Spielklasse fungieren sollte. In der ersten DDR-Liga-Saison 1950/51 traten die Jenaer als BSG Mechanik an, und von den 18 ausgetragenen Punktspielen bestritt Grünbeck 14 Partien.
Zur Saison 1951/52 kehrte Grünbeck nach Erfurt zurück, wo seine ehemalige Mannschaft inzwischen als BSG Turbine auftrat. Er blieb zunächst ohne Einsatz hinter Senftleben nur Ersatztorwart. Erst als sich Senftleben im März 1952 zu Eintracht Braunschweig abgesetzt hatte, kam Grünbeck zum Zuge und bestritt die letzten zehn Punktspiele. In der Spielzeit 1952/53 war er vom 4. Spieltag an Stammtorwart der Erfurter und kam in der über 32 Runden laufenden Saison in 29 Oberligaspielen zum Einsatz. Den Status als Stammtorwart behielt Grünbeck zunächst auch in der Saison 1953/54. Bis zum 24. Spieltag bestritt er alle Begegnungen, danach wurde er im März 1954 aus disziplinarischen Gründen aus der BSG Turbine ausgeschlossen und für sechs Monate für Oberliga und DDR-Liga gesperrt. Am Ende der Saison wurde Turbine Erfurt DDR-Meister.
Nach einem kurzen Zwischenspiel bei der drittklassigen BSG Motor West Erfurt bestritt Grünbeck am 8. Spieltag der Saison 1954/55 sein erstes Oberligaspiel für den Armeesportklub Vorwärts Berlin. Bis zum 30. Januar 1955 stand Grünbeck bei acht Punktspielen im Berliner Tor. Danach verschwand er aus den oberen Spielklassen des DDR-Fußballs.